# 462-й корпусной артиллерийский полк
462-й корпусной артиллерийский полк, он же 462-й артиллерийский полк Резерва Верховного Главнокомандования — воинская часть Вооружённых Сил СССР в Великой Отечественной войне.
Сокращённое наименование — 462-й кап, 462-й ап РГК.

## История формирования
Начал своё формирование с 18 марта 1940 года на станции Колодищи в районе Минска. В основу взят отдельный артиллерийский дивизион 20-й мотострелковой дивизии, которая дислоцировалась в городе Борисов. Полк до 1 мая 1940 года формировался 2-х дивизионного состава. 2 мая полк передислоцировался в военный городок «Степянка», имея четыре пушки 1937 года и 2 трактора. В период с 2 мая по 11 июня 1940 года полк получил матчасть — 20 орудий (8 — 122-мм и 12 — 152-мм) пушек гаубиц и трактора Коминтерн. 12 июня 1940 года полк совершил марш по маршруту Минск — Молодечно, 15 июня перешёл госграницу Литвы и двигался по маршруту Вильно — Шяуляй. Полк к этому времени имел 24 орудия, 32 трактора, 48 машин и 1200 человек личного состава. 22 июня 1940 года полк сосредоточился в лесу юго-восточнее города Шяуляй, где находился до 28 августа. По приказу БОВО полк эшелонами по железной дороге направлен в «Красное Урочище» в районе Минска в подчинение 47-му стрелковому корпусу и переходит на штат № 8/42-А. С прибытием на место в полку были сформированы 3-й и разведывательный артиллерийский дивизионы, после чего материальная часть полка увеличилась до: 36 орудий, 47 тракторов и 48 автомашин. 15 ноября 1940 года полк передислоцирован в город Бобруйск, откуда 22 июня 1941 года выступил на фронт.
23 июня 1941 года на базе 3-го дивизиона полка начал формироваться полк второй очереди — 420-й корпусной артиллерийский полк.
После выхода из окружения 462-й кап передан в состав АРГК и переформирован в 462-й артиллерийский полк РГК. 7 ноября 1941 года полк по железной дороге направлен в город Тамбов в Тригуляевские лагеря, куда прибыл 10 ноября. С 11 по 17 ноября полк проходил формирование, получил личный состав, материальную часть и средства тяги. 18 ноября полк в составе 12 орудий 122-мм гаубиц 1938 года, 15 тракторов, 2-х автомашин, 714 человек личного состава (94 средних и 124 младших командира, 496 красноармейца) погрузился на станции Рада.
28 апреля 1942 года был преобразован в 19-й гвардейский пушечный артиллерийский полк.

## Участие в боевых действиях
Период вхождения в действующую армию: с 22 июня 1941 по 28 апреля 1942 года.
С утра 23 июня 1941 года 1-й эшелон 47 ск — управление 47-го ск, 273-й обс, школа 246-го осб и 462-й кап, производил погрузку в железнодорожные эшелоны для следования в район сосредоточения: Обуз-Лесьна (30 км юго-западнее Барановичи). В 8.00 со станции Березина были отправлены: первым поездным эшелоном — 273-й обс вместе с оперативной группой (подполковник Оганесян, капитан Маслова и майор Семёнова), вторым эшелоном — 1-й дивизион, третьим — 2-й дивизион 462-го кап. Вечером 25 июня 273-й обс и два дивизиона 462-го кап разгрузились на станции Столбцы, где заняли оборону. 26 июня высланному из штаба 47 ск капитану Берлину удалось восстановить связь с оперативной группой подполковника Оганесяна: 273-го обс и 2-х дивизионов 462-го кап которые оборонялись в районе Столбцы.
3-й дивизион (8 — 152-мм пушек-гаубиц) 462-го кап 25 июня вместе с управлением 47-го стрелкового корпуса выгрузился на станции Слуцк, 27 июня переправился через реку Березина в районе Бобруйска. В составе сводного отряда генерала Поветкина дивизион занял оборону по восточному берегу реки Березина, где с 27 по 30 июня вёл огонь по противнику в районе Бобруйска и отражал атаки танков и пехоты переправившейся на восточный берег. 30 июня сводный отряд в составе остатков 246-го осб, 273-го обс и Бобруйского автотракторного училища под прикрытием 3-го дивизиона 462-го кап и 2-х уцелевших танков БТ начал отход и подготовку нового оборонительного рубежа в районе Михайловка (северная) и Михайловка (южная) по восточному берегу реки Ола — сдерживая противника в течение всего дня и утра следующего дня. 1 июля отряд выйдя из окружения отошёл за реку Днепр в районе Рогачёва. 2 июля управление корпуса и остатки отряда сосредоточились в лесу северо-западнее Довска.
29 июня 1941 года 462-й кап, в составе 2-х дивизионов, участвовал в крупной операции в районе Березино, где шли ожесточённые бои с противником, пытавшимся овладеть переправой через реку Березину. В этот день все атаки противника были отбиты. 3 июля бой принял ожесточённый характер. Противник бросил против наших частей большое количество танков и бронемашин, при поддержке миномётов и артиллерии. Несмотря на огромное превосходство противника в технике полк геройски, стойко отражал атаки противника. В этом бою артиллерийским огнём было уничтожено: 9 танков, 2 бронемашины и свыше 500 солдат и офицеров. После упорных боёв, полк отошёл в район Белыничи на восточный берег реки Друть. К исходу 5 июля 1941 года крупная механизированная колонна противника подошла к переправе на западный берег реки Друть. Поставленное орудие 2-го дивизиона в ПТО встретило танки противника. В этом неравном бою был тяжело ранен командир орудия. В напряжённую минуту боя управление огнём взял в свои руки командир дивизиона капитан Б. Л. Хигрин, которому было присвоено звание Героя Советского Союза (одному из двух воинов за время оборонительных боёв в Белоруссии, не считая лётчиков). Расстреливая в упор танки врага, капитан Хигрин погиб у орудия, сражённый вражеским снарядом. В этом бою было уничтожено: 7 танков, несколько бронемашин и свыше 100 человек пехоты. В течение последующих дней полк с ожесточёнными боями отходил в район городов Чаусы — Пропойск и к 8 июля 1941 года дислоцировался в Черикове, где проводил доукомплектование и обучение личного состава. На 12 июля 1941 года перед полком стояла задача поддерживать оборону 143-й и 42-й стрелковой дивизии на рубеже Чаусы — Пропойск. 13 июля 1941 года был оперативно подчинён 4-му воздушно-десантному корпусу и действовал вместе с ним, участвуя в боях за Кричев. На 13 июля 1941 года в составе полка было 1641 человек личного состава, 34 трактора, 105 автомашин, 1377 винтовок и карабинов, 1 гаубица 152-мм и 23 гаубицы 122-мм.
10 августа 1941 года корпус отошёл из района севернее Костюкович на рубеж Красовичи — Деряжня — Клины — Холмы — Веприн. Только за день боёв 12 августа 1941 года полк потерял 2 орудия и 310 человек личного состава. Попал в окружение, в течение августа 1941 года прорывается на восток и к 20 августа 1941 года вышел и 20-24 августа 1941 года продолжает поддерживать войска десантного корпуса, перед которым стояла задача удерживать рубеж Погар, Кистер, Бучки, Воробьевка. С июня по август 1941 года полк отчитался об уничтожении около 100 вражеских танков, 24 бронемашин, 33 орудий и истреблении большого количества живой силы противника.
На 1 сентября 1941 года полк поддерживает 45-й стрелковый корпус в обороне по Десне на участке Селец — Роговка. Наступлением противника (танковой группы генерала Гудериана) был отброшен на восток. С 7 сентября 1941 года является группой артиллерии дальнего действия 13-й армии, и поддерживает войска армии в её наступлении на Новгород-Северский. Так, 14-18 сентября 1941 года, дислоцируясь в районе Кренидовки, поддерживает 132-ю стрелковую дивизию в её боях в районе Кривоносовки и Боровичей.
В октябре 1941 года, как и вся 13-я армия, попал в окружение в Середино-Будском районе. Выходил из окружения вместе с 6-й стрелковой дивизией. В ночь на 10 октября 1941 года полк прорвался из окружения через Негино, продолжил движение на юго-восток. 14 октября 1941 части 6-й стрелковой дивизии с остатками полка атаковали Хомутовку, где расположился вражеский гарнизон и разбили его, но юго-восточнее Хомутовки вновь были окружены. Тем не менее остатки полка пробились к Свапе, где в ночь на 18 октября 1941 года в районе Нижнего Песочного, переправились. Полк фактически был уничтожен и направлен на восстановление в тыл. Продолжительность восстановления не установлена.
С января по апрель 1942 года дислоцировался северо-западнее Ливен в Русско-Бродском районе.

## Подчинение
| Дата            | Фронт (округ)      | Армия      | Корпус                 | Дивизия | Бригада |
| --------------- | ------------------ | ---------- | ---------------------- | ------- | ------- |
| 22.06.1941 года | Западный фронт     | 4-я армия  | 47-й стрелковый корпус | -       | -       |
| 01.07.1941 года | Западный фронт     | 4-я армия  | 47-й стрелковый корпус | -       | -       |
| 10.07.1941 года | Западный фронт     | 4-я армия  | -                      | -       | -       |
| 01.08.1941 года | Центральный фронт  | 13-я армия | -                      | -       | -       |
| 01.09.1941 года | Брянский фронт     | 13-я армия | -                      | -       | -       |
| 01.10.1941 года | Брянский фронт     | 13-я армия | -                      | -       | -       |
| 01.11.1941 года | Брянский фронт     | 13-я армия | -                      | -       | -       |
| 01.12.1941 года | Юго-Западный фронт | 13-я армия | -                      | -       | -       |
| 01.01.1942 года | Брянский фронт     | 13-я армия | -                      | -       | -       |
| 01.02.1942 года | Брянский фронт     | 13-я армия | -                      | -       | -       |
| 01.03.1942 года | Брянский фронт     | 13-я армия | -                      | -       | -       |
| 01.04.1942 года | Брянский фронт     | 13-я армия | -                      | -       | -       |

## Командный и начальствующий состав

### Командиры полка
- Сабкалов Иван Иванович (— 14.10.1941), майор
- Колотилов Леонид Алексеевич (11.11.1941 — 15.02.1942), подполковник
- Селецкий Алексей Александрович (15.02.1942 — 28.04.1942), подполковник

### Военный комиссар полка
- Красневский Григорий Эммануилович (— 14.10.1941), полковой комиссар (погиб 19.10.1941)
- Жульев (11.11.1941 — 27.01.1942), батальонный комиссар
- Анпилов Лев Семёнович (27.01.1942 — 28.04.1942), батальонный комиссар

### Начальники штаба полка
- Селецкий Алексей Александрович (11.11.1941 — 15.02.1942), капитан, майор, подполковник
- Миронов Афанасий Иванович (15.02.1942 — 28.04.1942), капитан

## Отличившиеся воины полка
| Награда | Ф. И. О.              | Должность          | Звание  | Дата награждения | Примечания                  |
| ------- | --------------------- | ------------------ | ------- | ---------------- | --------------------------- |
|         | Хигрин, Борис Львович | Командир дивизиона | капитан | 31.08.1941       | Посмертно, погиб 05.07.1941 |